# 慕貞
慕貞或慕貞夫人（韓語：모정부인），是金官伽耶第2代國王居登王的王后。金官伽耶第3代國王麻品王的母亲。
被的印度出身入国伽倻归化人泉府卿申輔之女。根據《三國遺事》，《花郎世記》的說法，申輔來自阿踰陁國，即今日印度北方邦的阿約提亞。

## 家族
- 父：申輔

## 脚注
1. ↑  모정 慕貞 韓國學中央硏究院
2. ↑  신보 申輔 韓國學中央硏究院